# دربانة
الدِّرْبَانَة جنس من العث ينتمي إلى فصيلة الدربانيَّات. فرانز فون باولا شرانك م أنشأ الجنس في عام 1802. من أنواعها: دربانة منجلية.